# John Olday
John Olday (n. 10 aprilie 1905, Londra, Regatul Unit al Marii Britanii și Irlandei – d. 1977), născut Arthur William Oldag, a fost un artist, caricaturist, scriitor și revoluționar anarhist. A fost activ în Germania, Franța și Regatul Unit în anii 1930 și 1940, iar în Australia în anii 1950 și 1960. S-a întors la Londra în jurul anului 1970, unde a rămas activ în cercuri anarhiste până la moartea sa, în 1977.

## Biografie

### Tinerețea
S-a născut Londra, în 1905, copil din flori al mamei sale, de origine germană, care se stabilise inițial la New York, unde John a fost crescut până la vârsta de 8 ani. În 1913, mama s-a întors în Germania, iar John a fost lăsat în grija bunicii sale din Hamburg. Acolo, în timpul Primului Război Mondial, a asistat la foametea severă și la tulburările sociale care i-au marcat copilăria.
La vârsta de 11 ani a participat la mișcările muncitorești împotriva foametei și a pieței negre. În timpul revoluției germane din 1918–1919, a sprijinit revoluționarii ca transportator de muniție pentru un cuib de mitraliere spartakiste, și a evitat la limită execuția. Până în 1925, a fost implicat în diverse cauze activiste violente.
Inițial membru al Ligii Tineretului Comunist (KJD), a fost exclus pentru "abateri anarhiste" și s-a alăturat ulterior mișcării anarhiste.

### Activitatea artistică

#### Hamburg, 1925–1938
Puținele surse disponibile (inclusiv unele considerate autobiografice) indică faptul că Olday, ajuns la vârsta de 20 de ani, a ales să-și valorifice talentele de desenator, caricaturist și scriitor, prin care putea continua să susțină cauzele revoluționare fără a se expune direct pericolelor războiului. Retrăgându-se din participarea activă în grupuri militante,
...s-a transformat rapid într-un caricaturist politic recunoscut și un artist grafic expresionist. Piesele sale de teatru cu caracter social critic, jucate în cabaretele din Hamburg, i-au adus de asemenea renume. În această perioadă, pare că și-a dedicat complet timpul carierei de artist grafic și autor.
Aceeași sursă afirmă că abilitățile artistice și cabaretistice ale lui Olday (precum și manierismele sale homosexuale) i-au oferit o poziție privilegiată în „cercurile înalte” ale Partidului Nazist din Hamburg, oferindu-i acces la informații pe care le-a folosit pentru a-și avertiza prietenii revoluționari și a-i salva de la trimiterea în lagărele de concentrare. Când naziștii au venit la putere în 1933, Olday a reînnoit legăturile active cu foști colegi anarho-spartakiști și s-a alăturat unei campanii active anti-autoritare împotriva dictaturii lui Hitler. A scris regulat pentru un ziar din Hamburg. De asemenea, a colaborat strâns cu marinarii sindicaliști de la Industrial Workers of the World⁠(d) (IWW) care soseau în portul Hamburg. Inevitabil, comportamentul său a atras atenția Gestapoului, care se pregătea să-l aresteze, însă Olday a fugit în Anglia în 1937. În acel an, prezentându-și certificatul de naștere, obținuse în Hamburg un pașaport britanic.

#### Londra, 1937–1950
Olday a dus cu el în Anglia un manuscris autobiografic, Kingdom of Rags, scris în germană, care a fost tradus în engleză și publicat de editura Jarrolds, Londra, în 1939. Este o relatare a vieții sale în Germania, ilustrată cu caricaturi anti-naziste.
În 1938, s-a căsătorit din conveniență cu Hilde Meisel (alias Hilda Monte), membră a Internationaler Sozialistischer Kampfbund (Liga Internațională de Luptă Socialistă), care astfel a obținut cetățenia britanică.

Relația temporară cu Meisel reflectă implicările active ale amândurora în misiuni regulate și periculoase pe continent în lunile premergătoare izbucnirii războiului.
Cu fonduri provenite de la parlamentari anti-Chamberlain, Olday a coordonat scufundarea unui vapor de muniție nazist în largul coastelor olandeze și uciderea unui colaboraționist evreu în Anvers. De asemenea, a redactat textul unui apel adresat muncitorilor germani pentru sabotarea industriei de război naziste.
Când serviciul militar obligatoriu a fost instituit în Marea Britanie în 1940, Olday urma să servească drept genist, dar a dezerat înainte de a fi trimis în „războiul imperialist”. A rămas ascuns până în 1944, realizând caricaturi politice tăioase, lucrând ca editor și, împreună cu doi activiști libertarieni cunoscuți (Marie Louise Berneri și Vernon Richards), redactând un ziar antimilitarist bilunar distribuit soldaților din armata britanică. În același timp, a oferit numeroase desene și poezii pentru un ziar scandinav, Industrial Worker, distribuit în porturile germane,
și a produs, împreună cu ziarul antimilitarist britanic Forces Newsletter, într-un mic studio pe care îl împărțea cu Philip Sansom. A fost arestat pentru furtul unei mașini de scris destinate Freedom Press.
În ianuarie 1945, a fost condamnat la un an de închisoare, fiind găsit vinovat de „furt prin găsirea și utilizarea frauduloasă a unui act de identitate”. A executat opt luni, a fost eliberat anticipat, apoi a fost imediat reținut de autoritățile militare pentru a ispăși alți 2 ani de detenție pentru dezertare. O campanie publică inițiată de prietenii din Freedom Press Defence Campaign, susținută de simpatizanți precum Herbert Read⁠(d) și George Orwell, a dus la eliberarea sa după doar 3 luni. Artista quakeră din Adelaide, Mary P. Harris⁠(d), credea că Olday a realizat desene și caricaturi anti-război pasionate în timp ce era închis în Wormwood Scrubs⁠(d) ca obiector de conștiință în timpul războiului. „Chiar și din închisoare… pliantele sale, desenele durerii războiului și ale circumstanțelor acestuia au fost împrăștiate din avion peste Germania”, a scris ea în autobiografia sa (p. 46).

#### Australia (1950–1970)
Olday a emigrat din Marea Britanie la Sydney la începutul anului 1950 și s-a mutat la Adelaide, unde a lucrat ca supraveghetor într-o galerie de artă și a donat o colecție de picturi către Galeria de Artă a Australiei de Sud.
Mai târziu a locuit o vreme în Melbourne, unde „și-a continuat activitățile artistice, culturale și politice”, fiind angajat ca lucrător într-un spital, înainte de a reveni la Sydney, unde a condus „cursuri de educație pentru adulți, spectacole de pantomimă, înregistrări, emisiuni radio și expoziții, și a promovat eliberarea homosexualilor”.

##### Sydney (1963–1969)
În 1963, este menționat susținând recitaluri magistrale de muzică populară pe o casă plutitoare spațioasă ancorată în suburbia Clontarf, pe plajele nordice.
În 1967, Olday a deschis un centru artistic comunal în suburbia interioară Paddington, unde i-a impresionat pe vizitatori cu talentul său versatil („Cântă, scrie, compune, pictează, joacă”) și sinceritatea sa, „rezultatul unei experiențe profunde de tristețe și viață”.

### Întoarcerea la Londra și moartea
S-a întors în Londra în 1970, unde a rămas activ în mișcările anarhiste până la moartea sa, în 1977, cauzată de cancer gastric.

## Lucrări publicate
- Kingdom of Rags, Jarrolds, Londra, 1939
- The March to Death, Freedom Press, Londra, 1943 (reeditat în 1995)